# Радфорд (Виргиния)
Радфорд (англ. Radford) — независимый город (то есть не входящий в состав какого-либо округа) в штате Виргиния (США). Город назван в честь Джона Радфорда.

## История
Через эти места проходил путь, по которому переселенцы двигались из Виргинии на запад, в Кентукки. В 1752 году Вильям Инглес и его жена Мэри Дрэйпер Инглес организовали в этих местах паромную переправу через Нью-Ривер, возле которой постепенно появились таверна, кузница и лавка с товарами общего назначения.
В 1854 году началось строительство железной дороги, и эти места благодаря их центральному расположению были выбраны в качестве места для депо, которое получило название Централ Депо (центральное депо). Приход железной дороги вызвал развитие соответствующей индустрии, и два года спустя, когда начали ходить поезда, население этих мест выросло с 30 до 100 человек.
В 1880-х годах железная дорога стала доставлять в эти места уголь и железо, что вызвало бурное развитие металлургической промышленности и резкий рост населения — с 300 человек в 1880 году до 3.000 в 1890. В 1885 году Централ-Сити стал инкорпорированным городом, а в 1887 году его название было официально изменено на «Радфорд». В 1892 году к городку у железнодорожной станции были административно присоединены мелкие окрестные поселения, и достигнув таким образом требуемых по закону 5.000 человек населения, он получил статус «city».